# Neugersdorf
Neugersdorf (hornolužickosrbsky Nowe Jěžercy) je bývalé město, místní část města Ebersbach-Neugersdorf v Horní Lužici v německé spolkové zemi Sasko. Nachází se v zemském okrese Zhořelec a má přibližně 6 300 obyvatel.

## Historie
V roce 1652 uprchlo do Lužice před násilnou rekatolizací 500–600 osob z rumburského panství. Hrabě František Eusebius z Pöttingu, který v roce 1656 rumburské panství vyženil, se s touto ztrátou nesmířil. Proto nechal vystavět na svých pozemcích za hranicemi malé domky, a pro svůj plán na vytvoření nové kolonie získal i kurfiřta Jana Jiřího I. Saského. Nemalé úsilí Pöttinga obsadit tyto domky svými uprchlými poddanými trvalo do roku 1660, kdy se exulantská kolonie  v gersdorfském lese začala nedobrovolně zaplňovat. Tato nová osada byla pojmenována jako Neugersdorf. Ve stejné době vznikla v sousedství na žitavských pozemcích jiná, dobrovolně vytvořená, exulantská kolonie Altgersdorf. Později založily obě obce společný luterský sbor a postavily si kostel.
Od roku 2011 je součástí města Ebersbach-Neugersdorf.

## Geografie
Je zde jeden ze tří pramenů Sprévy, přímo na hranicích s Českou republikou u českého města Jiříkov. Jde zde luterský kostel a před ním rybník. Další zajímavostí je rozhledna Bismarckturm, která stojí blízko hraničního přechodu Neugersdorf-Filipov.